# Región Otumba
Región 11 Otumba es la undécima de las 20 regiones en que se divide el Estado de México.

## Municipios de la región
- Acolman
- Axapusco
- Chiautla
- Nopaltepec
- Otumba
- Papalotla
- San Martín de las Pirámides
- Temascalapa
- Teotihuacán
- Tepetlaoxtoc